# Chen Chung-jen
Chen Chung-jen (chinesisch 陳中仁; * um 1990) ist ein taiwanischer Badmintonspieler. 

## Karriere
Chen Chung-jen belegte 2012 bei der Welthochschulmeisterschaft im Badminton Rang zwei im Herrendoppel. Im gleichen Jahr stand er bei den US Open im Viertelfinale. Bei den Canada Open 2012 wurde er Dritter. 2013 siegte er bei den Polish International und den Singapur International.